# Кеміллес (селище, Нью-Йорк)
Кеміллес (англ. Camillus) — селище (англ. village) в США, в окрузі Онондага штату Нью-Йорк. Населення — 1222 особи (2020).

## Географія
Кеміллес розташований за координатами 43°2′19″ пн. ш. 76°18′34″ зх. д. / 43.03861° пн. ш. 76.30944° зх. д. (43.038673, -76.309499).  За даними Бюро перепису населення США в 2010 році селище мало площу 1,01 км², уся площа — суходіл. В 2017 році площа становила 1,07 км², уся площа — суходіл.

## Демографія
Згідно з переписом 2010 року, у селищі мешкало 1213 осіб у 569 домогосподарствах у складі 301 родини. Густота населення становила 1200 осіб/км².  Було 612 помешкання (605/км²).
Расовий склад населення:
| - 94,2 % — білих - 3,5 % — чорних або афроамериканців - 0,4 % — корінних американців - 0,2 % — азіатів |

До двох чи більше рас належало 1,5 %. Частка іспаномовних становила 1,8 % від усіх жителів.
За віковим діапазоном населення розподілялося таким чином: 22,6 % — особи молодші 18 років, 63,1 % — особи у віці 18—64 років, 14,3 % — особи у віці 65 років та старші. Медіана віку мешканця становила 40,1 року. На 100 осіб жіночої статі у селищі припадало 93,2 чоловіків;  на 100 жінок у віці від 18 років та старших — 89,3 чоловіків також старших 18 років.
Середній дохід на одне домашнє господарство  становив 57 967 доларів США (медіана — 49 688), а середній дохід на одну сім'ю — 68 844 долари (медіана — 56 250). Медіана доходів становила 42 857 доларів для чоловіків та 44 420 доларів для жінок. За межею бідності перебувало 10,1 % осіб, у тому числі 15,0 % дітей у віці до 18 років та 4,7 % осіб у віці 65 років та старших.
Цивільне працевлаштоване населення становило 644 особи. Основні галузі зайнятості: освіта, охорона здоров'я та соціальна допомога — 23,0 %, роздрібна торгівля — 15,8 %, виробництво — 12,9 %.